# المساواة أمام الموت (لوحة)
المساواة أمام الموت (بالفرنيسة: Égalité devant la mort) هي لوحة بريشة الرسام الفرنسي ويليام بوغيرو رسمها عام 1848 عندما كان في سن 23 فقط. موضوع اللوحة هو مبدأ المساواة في الحياة والموت، اللوحة من ضمن مقتنيات متحف أورسي في باريس.

## خلفية
يتخذ الفن أشكالًا مختلفة، ولكن تظهر جميع الأشكال ليس فقط على أنها منتجات لقناعات الفنان والغرض منه، ولكن أيضًا من الاضطهاد والسمات الشخصية. الأشخاص الذين يقدمون التفسيرات الأكثر نقاءً للفن هم أولئك الذين يفهمون التفاصيل المعقدة للفن والسمات الحميمة للفنانين الذين صنعوها. لذلك عند دراسة لوحة المساواة قبل الموت لـ ويليام بوغيرو، فإن عدم التمعن في حياته في ذلك الوقت بالذات يمكن أن يفرض تداعيات مضللة في الاستنتاجات المستخلصة. لذلك، سيكون من المفيد إلى حد ما الاستطالة عن الفنان قبل المتابعة.
كانت حياة بوغيرو في إنشاء «المساواة قبل الموت» في عام 1848، يعيش في مجتمعًا اشتراكيًا طبقيًا لا يهتم كثيرًا بالمساواة. كان من المتوقع أن يتصرف الأشخاص المولودون في أسر عالية بأسلوب محدد وأن يؤدوا مآثر عالية. لذلك كانت المساواة مبدأ لم يتم العمل من أجله ولا موضع ترحيب. كان يمكن أن يتحقق فقط في الآخرة. كان ويليام بوغيرو نفسه تحت ضغط شديد من عائلته لتكريمهم من خلال صنع شيء يستحق الذكر في حياته. لقد كان في عجلة من أمره ليصنع شيئًا من نفسه من أجل عائلته وليس من أجل رضاه. ببساطة، كان يمكن أن يشعر أنه يعيش حياته من أجل الآخرين وليس لنفسه. في سن 23 عامًا، كانت حياته في مزاج كئيب من الضغوط والتوقعات. مثل هذا المزاج دفعه إلى التفكير في حتمية الموت وكيف يمكن أن يكون قهر الوريد للآخرين لأن الجميع كانوا متجهين إلى نفس المصير. ماذا تعني لوحة «المساواة قبل الموت» إن الرسم الكبير الحجم لملاك الموت الذي يغطي جثة شاب بكفن أثار مزاجًا كئيبًا لدى من شاهدوها. تتميز بأسلوب لاكوني وهيكل يشبه الإفريز. يبدو أنه يتواصل مع الناس في ذلك الزمان والمكان عندما يغطي الموت الزمان بكفنه، تصبح حياتهم بعد ذلك بلا معنى إذا لم ينجزوا خيرً وهم على قيد الحياة. كما أن الطبيعة العارية التي تم فيها تصوير الشاب الميت في اللوحة تدل على بدائية حيازة المواد في عيون الموت. عندما يأتي البشر إلى الأرض عراة وبدون أي شيء، فإنهم ملزمون بمغادرة العالم في حالة مماثلة. من المؤكد أن مجرد إلقاء نظرة خاطفة على اللوحة سيذكر المشاهد بالقلق الذي تحمله ويليام بوغيرو لإثارة إعجاب عائلته والتغييرات السياسية التي ميزت بداية الحركة الليبرالية.